# All-Star Baseball 99
All-Star Baseball 99 es un videojuego desarrollado por Iguana Entertainment y Realtime Associates Seattle Division y publicado por Acclaim Entertainment para Game Boy y Nintendo 64 en 1998. La portada del juego presenta al jardinero de los Colorado Rockies Larry Walker.
All-Star Baseball 99 fue el primer juego en utilizar el motor Quagmire de Acclaim. El juego también marcó el debut de los comentarios jugada por jugada de la serie, a cargo de dos locutores de los Yankees de Nueva York: John Sterling y Michael Kay.

## Jugabilidad
El juego contiene modos de exhibición, playoffs, home run derby y temporada. Se incluye una función de "crear un jugador" para jugadores de pelota personalizados. La versión de Nintendo 64 es compatible con el Rumble Pak.
Los 30 equipos de las Grandes Ligas de Béisbol aparecen en el primer título All-Star Baseball de Acclaim. Los modos de juego incluyen Entrenamiento, Temporada, Playoff, Serie Mundial, además de un Partido de las Estrellas, Home Run Derby y trivia de la MLB. Se incluyen 100 estilos de bateo diferentes, así como movimientos como atrapadas deslizándose, colisiones de bases, lanzamientos de rodillas y bates rotos.
Se pueden liberar, fichar e intercambiar jugadores de toda la liga, creando un equipo a partir de la plantilla completa de 700 jugadores, que incluye jugadores de ligas menores listos para ser descubiertos. Si no existe un jugador que se ajuste a las necesidades, se puede usar el modo Crear un jugador para una mayor versatilidad. Hay modos de acción y simulación, además de 3 niveles de habilidad. John Sterling y Michael Kaye brindan los comentarios.

## Recepción
| Críticas Publicación Calificación N64 Game Boy Electronic Gaming Monthly 8.125/10 [ 5 ] [ 6 ] N/A GameFan 94% [ 7 ] [ 8 ] N/A Game Informer 8.5/10 [ 9 ] 7/10 [ 10 ] Game Revolution B+ [ 11 ] N/A GameSpot 8.3/10 [ 12 ] N/A Hyper Magazine 91% [ 13 ] N/A IGN 8.2/10 [ 14 ] N/A N64 Magazine 84% [ 15 ] [ 16 ] N/A Nintendo Power 8.1/10 [ 17 ] 6.9/10 [ 18 ] Puntuaciones de reseñas GameRankings 86% [ 19 ] 69% [ 20 ] |              |              |
| Críticas |              |              |
| Publicación | Calificación | Calificación |
| Publicación | N64          | Game Boy     |
| Electronic Gaming Monthly | 8.125/10     | N/A          |
| GameFan | 94%          | N/A          |
| Game Informer | 8.5/10       | 7/10         |
| Game Revolution | B+           | N/A          |
| GameSpot | 8.3/10       | N/A          |
| Hyper Magazine | 91%          | N/A          |
| IGN | 8.2/10       | N/A          |
| N64 Magazine | 84%          | N/A          |
| Nintendo Power | 8.1/10       | 6.9/10       |
| Puntuaciones de reseñas |              |              |
| GameRankings | 86%          | 69%          |

La versión de Nintendo 64 recibió críticas favorables, mientras que la versión de Game Boy recibió críticas promedio, según el sitio web de agregador de reseñas GameRankings.  Next Generation llamó al primero el mejor juego de béisbol para Nintendo 64 a pesar de notar problemas menores con la IA y un ritmo más lento. GamePro dijo que la misma versión de consola "es el fenómeno deportivo de esta temporada, ofreciendo un aspecto elegante y una jugabilidad decisiva y de jonrones. A día de hoy, es el mejor juego de béisbol del año y una compra obligada para todos los fanáticos de los deportes".